# Stephen Murphy (Snookerspieler)
Stephen Murphy (* 23. September 1969) ist ein ehemaliger irischer Snookerspieler, der zwischen 1989 und 1999 für zehn Jahre Profispieler war. In dieser Zeit erreichte er neben Rang 50 der Snookerweltrangliste unter anderem das Endspiel der Irish Professional Championship 1993 und mit dem irischen Team das Finale des World Cup 1996.

## Karriere
Murphy machte erstmals auf sich aufmerksam, als er 1988 mit 7:8 gegen John Buckley im Endspiel der irischen Snooker-Meisterschaft verlor und anschließend Paul Doran im Endspiel der All-Ireland Amateur Championship unterlag. Im selben Jahr nahm er am ersten Event und dritten Event der WPBSA Pro Ticket Series teil und erreichte beim ersten Event das Endspiel und besiegte in diesem James Wattana. 1989 gewann er zudem bei den Professional Play-offs und schied im Achtelfinale der Qualifikation der English Amateur Championship gegen Dylan Leary aus. Anschließend wurde er Profispieler.

### Erste Profijahre
Murphys erste Profisaison war die Spielzeit 1989/90, die alles in allem gut für ihn verlief. Zwar schied er immer wieder in der Qualifikation, doch mehrfach erreichte er die erste Hauptrunde eines Ranglistenturnieres. Sein bestes Ergebnis erzielte er allerdings bei einem Non-ranking-Turnier, als er beim zweiten Event der Turnierserie WPBSA Non-Ranking das Achtelfinale erreichte und in diesem mit 0:5 gegen Steve Newbury verlor. Zum Ende der Saison wurde er auch auf der Weltrangliste geführt; er belegte Rang 98.
Weitestgehend ähnlich verlief die nächste Saison. Murphy schaffte es allerdings beim Dubai Classic und bei den British Open, in die zweite Hauptrunde, die Runde der letzten 32, einzuziehen. In dieser schied er in beiden Fällen aus. Trotzdem halfen ihm diese Erfolge, sich auf der Weltrangliste bis auf Rang 65 zu verbessern. Die erste Hälfte der Saison 1991/92 war jedoch geprägt von frühen Niederlagen, bis er mit dem zweimaligen Ausscheiden in einer Runde der letzten 64, der Teilnahme an der Runde der letzten 32 der British Open und der Snookerweltmeisterschaft und dem Erreichen des Viertelfinales bei der Irish Professional Championship in der zweiten Saisonhälfte mehr Erfolg hatte. Auf der Weltrangliste führten ihn diese Ergebnisse auf Rang 56.
Auch die folgende Saison verlief ähnlich wie die vorherigen Spielzeiten. Höhepunkte waren diesmal das zweimalige Ausscheiden in einer Runde der letzten 64, der Einzug in die Runde der letzten 32 der Asian Open, des Achtelfinals des ersten Events der Strachan Challenge und des Endspiels der Irish Professional Championship, wo er Ken Doherty unterlag. Trotzdem verschlechterte er sich auf der Weltrangliste um wenige Plätze auf Rang 60.

### Aufstieg auf Rang 50 und Karriereende
In den folgenden beiden Spielzeiten konnte Murphy an seine Form weiterhin anknüpfen und erreichte mehrfach eine Hauptrunde. Seine besten Ergebnisse waren in beiden Saisons mehrere Teilnahmen an einer Runde der letzten 32: während der Saison 1993/94 bei der Benson and Hedges Championship, den Thailand Open und dem zweiten Strachan-Challenge-Event, im Laufe der nächsten Saison beim Dubai Classic und den Welsh Open. Trotzdem verschlechterte er sich auf der Weltrangliste zunächst und belegte nur noch Rang 63, ehe er sich auf Rang 50 verbessern konnte. Diese Platzierung konnte er nie mehr überbieten.
Die nächste Saison verlief jedoch schlechter, als er lediglich eine Runde der letzten 48 erreichte und in dieser ausschied. Auch eine Halbfinalteilnahme bei der irischen Snooker-Meisterschaft konnte nicht verhindern, dass er auf der Weltrangliste auf Rang 61 abrutschte. Doch auch in der folgenden Saison verpasste es Murphy häufig, eine Runde der letzten 64 zu überstehen und zog lediglich beim Asian Classic in die Runde der letzten 32 ein, um dort gegen Steve Davis zu verlieren. Allerdings war er in dieser Saison Teil des irischen Teams beim World Cup und unterlag mit dem Team erst im Finale dem Team aus Schottland. Auf der Weltrangliste wirkten sich die übrigen Ergebnisse aber einer weiteren Verschlechterung um fünf Plätze aus.
In der Saison 1997/98 konnte Murphy nicht mehr an allen Profiturnieren teilnehmen und musste über die WPBSA Qualifying School und die UK Tour diese Startberechtigung wiedererlangen. Dies gelang ihm, sodass er während der nächsten Saison wieder an allen Turnieren teilnehmen konnte. Allerdings gewann er nur ein einziges Spiel, als er beim China International den Kanadier Kirk Stevens besiegte. Nachdem er auf der Weltrangliste auf Rang 166 abgestürzt war, beendete er nach zehn Jahren seine Profikarriere.

## Erfolge
| Ausgang         | Jahr   | Turnier                          | Finalgegner     | Ergebnis |
| --------------- | ------ | -------------------------------- | --------------- | -------- |
| Amateurturniere |        |                                  |                 |          |
| Zweiter         | 1988   | Irische Snooker-Meisterschaft    | John Buckley    | 7:8      |
| Zweiter         | 1988   | All-Ireland Amateur Championship | Paul Doran      | 4:5      |
| Sieger          | 1988/1 | WPBSA Pro Ticket Series          | James Wattana   | 5:3      |
| Sieger          | 1989   | Professional Play-offs           | Derek Mienie    | 9:4      |
| Profiturniere   |        |                                  |                 |          |
| Zweiter         | 1993   | Irish Professional Championship  | Ken Doherty     | 2:9      |
| Zweiter         | 1996   | World Cup mit Team Irland        | Team Schottland | 7:10     |